# Ormogonio
L'ormogonio è un'unità di propagazione dei cianobatteri di tipo filamentoso, costituito da un piccolo gruppo di cellule dotato di movimento attivo che a un certo punto si stacca dalla colonia, per mezzo di cellule disgiuntrici formando un nuovo individuo. Di solito la separazione degli ormogoni avviene per opera di eterocisti intercalari. Derivano da tricomi, e restano ancorate alla guaina per un certo periodo di tempo, fino a quando non si liberano, e formano nuove colonie. La separazione appunto, avviene alla morte delle necrìdi, cellule poste più o meno in modo equidistante lungo il filamento.